# 요한 안드레아스 슈타인

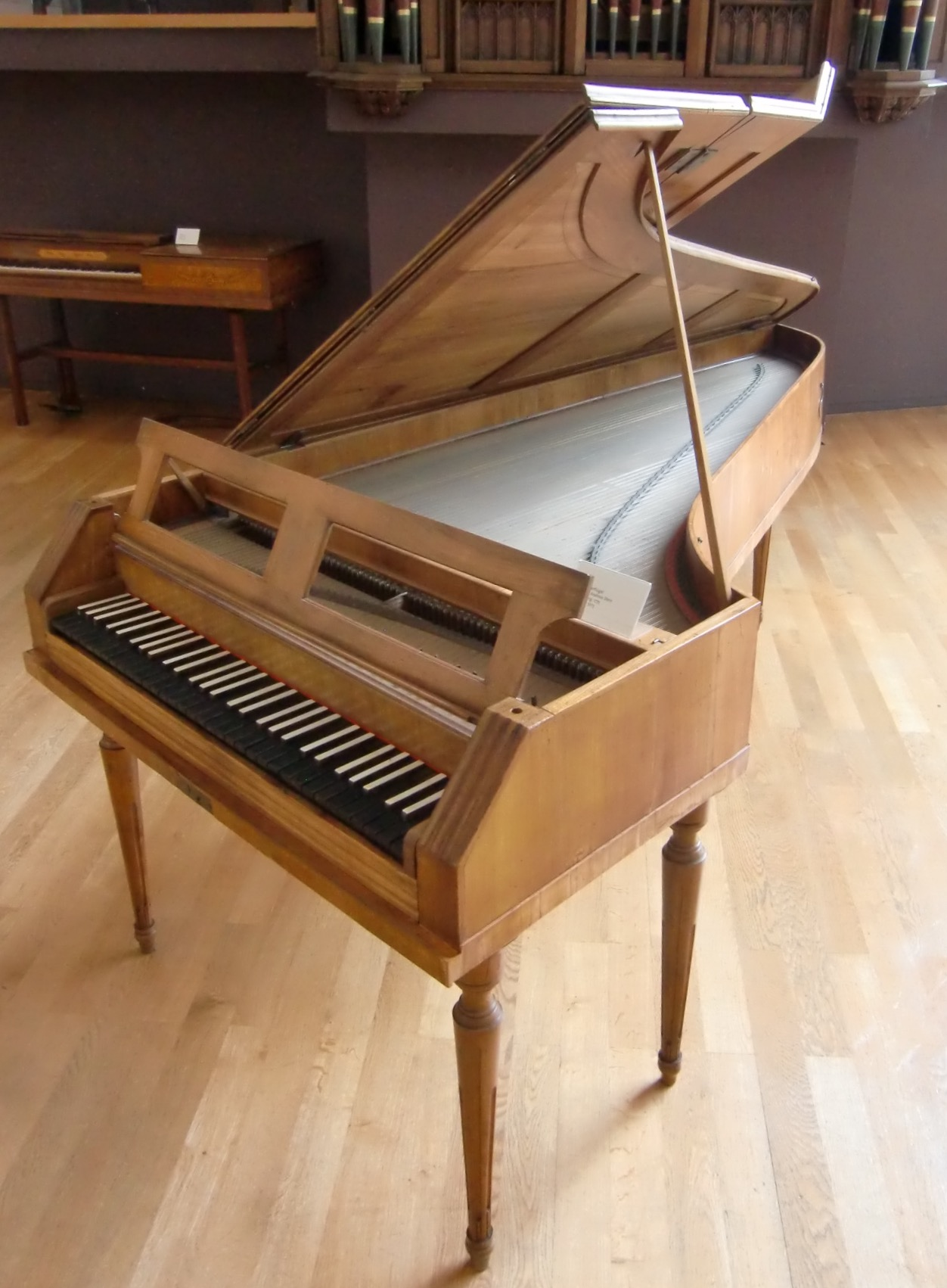

요한 (게오르그) 안드레아스 슈타인 (1728년 5월 16일 하이델 스 하임 – 1792년 2월 29일 아우 크스 부르크)은 오르간, 클라비코드, 하프시 코드 및 피아노와 같은 건반 악기의 독일 제작자였다. 슈타인은 역사의 중심 인물이었다. 피아노이며 주로 소위 독일 (비엔) 해머 액션의 디자인을 담당한다. 슈타인은 하이델 스 하임의 아버지로부터 오르간 제작자로서의 직업을 배웠고 1748년 8월부터 1749년 1월까지 스트라스부르의 요한 안드레아스 실버 만과 레겐스부르크의 프란츠 야곱 SPATH의 두 워크숍에서 숙련 자로 일했다.
1777년 아우 크스 부르크에서 슈타인은 모차르트를 알게 되었다. 모차르트는 10월 22일 열린 트리플 협주곡의 공개 공연에서 스타 인의 포르테 피아노를 사용했고, 세 명의 솔리스트는 모차르트, 대성당 오르간 연주자 데 믈러, 스타인이었다. 모차르트는 아버지에게 보내는 편지에서 스타 인의 피아노를 높이 평가했다.
스타인의 두 개의 클라비코드가 살아남았으며 그중 하나는 현재 부다페스트 국립 박물관에 있으며 레오폴드 모차르트는 여행 중 연습을 위해 구입했다. 피아노와 단일 등급의 오르간을 결합한 하나의 악기가 현재 예테보리의 역사박물관에 있다.
스타인 피아노는 필립 벨트 및 폴 맥널티와 같은 현대 건축업자의 모델로 사용되었다.